# Three... Extremes
Three... Extremes (cinese: 三更2 pinyin: Sāngēng Èr, cantonese: Saam Gaang Yi, coreano: 쓰리, 몬스터?, Sseuli, MonseuteoLR, giapponese: 美しい夜、残酷な朝?, Utsukushī Yoru, Zankokuna Asa) è un film collettivo del 2004 presentato alla 61ª Mostra internazionale d'arte cinematografica di Venezia nella sezione Mezzanotte.
La pellicola segue il concetto di Three e mescola il talento di tre registi estremi del cinema orientale: apre Fruit Chan con l'agghiacciante pasto di Dumplings, segue la sanguinaria e sadica vendetta di Cut del coreano Park Chan-wook e chiude il visionario Takashi Miike con il corto Box, per una co-produzione tra Hong Kong, Corea del Sud e Giappone.

## Trama

### Dumplings
La signora Li, una famosa ex attrice, vuole rinnovare la sua bellezza per riconquistare l'attenzione del suo infedele marito. Si rivolge così a una donna che si fa chiamare zia Mei, che afferma di essere molto più vecchia di quanto lo sembri e prepara dei particolari ravioli in grado di far ringiovanire chi li mangia, ma apprende con disgusto che l'ingrediente segreto è, in realtà, composto da feti abortiti, che Mei prende dalla struttura abortiva segreta di un ospedale vicino, o praticando aborti clandestini lei stessa.
Tuttavia, la signora Li, per riuscire a raggiungere il suo scopo, decide di contenere la sua repulsione e continuare a mangiare i ravioli. Nella sua ultima visita, ne mangia alcuni ricavati da un feto di cinque mesi (il più vecchio finora), che sembra dare degli effetti positivi sulla sua libido ma, come effetto collaterale, fa puzzare di pesce la sua pelle.
Ben presto le autorità vengono a conoscenza della sua attività e Mei è costretta a fuggire. La signora Li, ora incinta di due mesi nonostante sia stata dichiarata sterile in precedenza, dopo aver appreso della fuga di Mei ma ancora alla disperata ricerca di un ringiovanimento, sceglie di abortire il proprio bambino per utilizzarlo nei ravioli. L'ultima scena fa vedere la signora Li, in primo piano che mangia lentamente un raviolo, molto probabilmente preparato con la carne del suo stesso figlio.

### Cut
Un regista di successo deve affrontare una notte di terrore quando un uomo, che ha fatto da comparsa in cinque dei suoi film, prende in ostaggio sia lui che sua moglie per fare un gioco mortale. La moglie, una pianista, è imbavagliata e legata al suo pianoforte con un meccanismo di fili taglienti, mentre lui viene incaricato di strangolare una bambina, altrimenti il maniaco taglierà un dito alla moglie ogni cinque minuti. Gli rivela anche che ha rapito la coppia perché invidioso della loro relazione e della loro ricchezza, mentre lui è povero e violento nei confronti della propria moglie e del figlio, la prima dei quali ha ucciso prima dell'arrivo.
Il regista cerca di guadagnare tempo raccontando storie sulla sua infedeltà, mentre le dita della moglie vengono tagliate una ad una, fino a quando ne rimane solo uno sulla mano sinistra. Alla fine il regista decide di strangolare la bambina; ci prova, ma non riesce a ucciderla. La parrucca della ragazza si stacca rivelando di essere un ragazzo, il figlio del maniaco. Il pazzo viene fermato quando scivola sull'anello che indossava la moglie del regista e sul pavimento bagnato dal sangue; la donna approfitta della situazione per mordergli il collo e spingerlo in mezzo ai fili che la tengono imprigionata, lasciandolo così morire dissanguato. Traumatizzato e delirante, il regista, credendo che sua moglie sia il figlio del pazzo e viceversa, la strangola a morte.

### Box
La scrittrice venticinquenne Kyoko ha spesso degli incubi riguardanti il suo passato. All'età di dieci anni lavorava in un circo con sua sorella gemella Shoko e il loro tutore Higata. Kyoko ebbe l'impressione che egli preferisse la sorella quando la lodò dopo un'esibizione, così durante un allenamento costrinse Shoko ad entrare dentro una scatola e la rinchiuse. Higata, avendo assistito all'incidente, cercò di salvarla, solo per venire ferito in faccia da Kyoko, che in seguito incendiò accidentalmente la scatola. Fin da allora la giovane è perseguitata dal senso di colpa e vorrebbe scusarsi con la sorella. È attratta dal suo editore Yoshii, che è praticamente il sosia di Higata, ma più gentile rispetto a quest'ultimo.
Un giorno Kyoko riceve un invito dal suo vecchio circo, vi si reca e trova la scatola contenente i resti bruciati di Shoko. Affronta Higata, che è rimasto sconvolto dopo l'incidente e le dice che sia Kyoko che Shoko sono entrambe importanti per lui, ma come una sola entità. Dopo averla indotta a baciarlo, la intrappola in un sacco di plastica che poi inserisce dentro una scatola, quindi la seppellisce nel vicino terreno innevato. In conclusione, viene rivelato che l'intero evento del film è solo un altro sogno di Kyoko, che in realtà è unita a Shoko sin dalla nascita. Le sorelle escono di casa per incontrare Higata/Yoshii, entrambi la stessa persona.

## Distribuzione
Three... Extremes è stato distribuito in sala il 28 ottobre 2005 da Lionsgate. Dopo la sua uscita il 17 novembre 2005, il film ha incassato $77,532 in Nord America e $1.516.056 in altri territori, per un totale mondiale di $1.593.588.

## Sequel
Il regista Fruit Chan ha poi girato il film Dumplings, una versione estesa dell'episodio contenuto nel film collettivo e presentato nel corso della 55ª edizione del Festival internazionale del cinema di Berlino nella sezione Panorama.